# Кубок европейских чемпионов по волейболу среди женщин 1961
1-й розыгрыш Кубка европейских чемпионов по волейболу среди женщин проходил с января по 7 июня 1961 года с участием 12 клубных команд стран Европы и Средиземноморского бассейна, входящих в Международную федерацию волейбола (ФИВБ). Победителем турнира стала советская команда «Динамо» (Москва).

## Команды-участницы
| Страна       | Команда                   |                           |
| ------------ | ------------------------- | ------------------------- |
| Австрия      | «Олимпия» (Вена)          | Чемпион Австрии 1960      |
| Болгария     | «Минёр» (Димитрово)       | Чемпион Болгарии 1960     |
| ГДР          | «Ротацьон» (Лейпциг)      | Чемпион ГДР 1960          |
| Люксембург   | «Клаузен» (Люксембург)    | Чемпион Люксембурга 1960  |
| Марокко      | «Касабланка» (Касабланка) | Чемпион Марокко 1960      |
| Польша       | АЗС-АВФ (Варшава)         | Чемпион Польши 1960       |
| Португалия   | «Эшпинью» (Эшпинью)       | Чемпион Португалии 1960   |
| Румыния      | «Динамо» (Бухарест)       | Чемпион Румынии 1960      |
| СССР         | «Динамо» (Москва)         | Чемпион СССР 1960         |
| Турция       | «Фенербахче» (Стамбул)    | Чемпион Турции 1960       |
| Франция      | «Стад Франсэ» (Париж)     | Чемпион Франции 1960      |
| ФРГ          | «Ганновер» (Ганновер)     | Чемпион ФРГ 1960          |
| Чехословакия | «Славой» (Пльзень)        | Чемпион Чехословакии 1960 |
| Югославия    | «Партизан» (Белград)      | Чемпион Югославии 1960    |

## Система проведения розыгрыша
В турнире принимали участие чемпионы 11 европейских стран, а также чемпион Марокко. На всех стадиях розыгрыша применялась система плей-офф.

## 1/8-финала
январь—февраль 1961
 «Динамо» (Москва) свободна от игр. 
 «Минёр» (Димитрово) —  «Ганновер»
Отказ «Ганновера».
 «Динамо» (Бухарест) —  «Фенербахче» (Стамбул)
3:0.
3:0.
 «Касабланка» —  «Партизан» (Белград)
20 января. 0:3.
31 января. 0:3.
 «Спортинг» (Эшпинью) —  «Стад Франсэ» (Париж)
14 января. 0:3 (8:15, 4:15, 15:17).
0:3.
 «Славой» (Пльзень) свободна от игр. 
 «Ротацьон» (Лейпциг) —  «Олимпия» (Вена)
3:0.
3:0.
 АЗС-АВФ (Варшава) —  «Клаузен» (Люксембург)
Отказ «Клаузена».

## Четвертьфинал
март 1961
 «Динамо" (Москва) —  «Минёр» (Димитрово) 
.. марта. 3:0 (15:10, 15:10, 15:9).
17 марта. 3:1 (15:3, 16:14, 13:15, 15:11).
 «Партизан» (Белград) —  «Динамо» (Бухарест)
5 марта. 3:1 (15:9, 16:18, 15:9, 15:13).
12 марта. 0:3 (7:15, 11:15, 11:15).
 «Стад Франсэ» (Париж) —  «Славой» (Пльзень)
.. марта. 0:3.
19 марта. 1:3 (8:15, 7:15, 15:12, 5:15).
 АЗС-АВФ (Варшава)  —   «Ротацьон» (Лейпциг)
5 марта. 3:1.
19 марта. 3:2.

## Полуфинал
1—30.04.1965
 «Динамо» (Москва) —  «Динамо» (Бухарест)
24 апреля. 3:0.
.. мая. 3:2.
 «Славой» (Пльзень) —  АЗС-АВФ (Варшава)
23 апреля. 0:3.
7 мая. 1:3.

## Финал
АЗС-АВФ (Варшава) —  «Динамо» (Москва)
28 мая. 2:3 (15:1, 3:15, 4:15, 15:12, 9:15).
7 июня. 0:3 (11:15, 13:15, 10:15).

## Итоги

### Призёры
| «Динамо» (Москва) |
| АЗС-АВФ (Варшава) |